# Tunga libis
Tunga libis  (лат.) — вид блох из семейства Tungidae. Южная Америка: Чили, Эквадор.

## Описание
Паразиты различных видов млекопитающих, среди хозяев грызуны: Akodon и Phyllotis.
Размер неосом (гипертрофированных самок): высота их больше длины.